# Khan Abad (huyện)
Khan Abad là một huyện thuộc tỉnh Kondoz, Afghanistan. Dân số thời điểm năm 1999 là 148,584 người.